# ボフダーン
コルポラーツィヤ「ボフダーン」(ウクライナ語:Корпорація «Богдан»コルポラーツィヤ・ボフダーン)は、ウクライナの自動車メーカーを束ねる企業グループ(法人)のひとつである。本社は首都キーウにあり、資本金は5700万ドル(約67億円)、社長はオレーフ・スヴィナルチューク(Олег Свінарчук)である。

## 概要
ボフダーン社は、ウクライナにおける自動車輸送の拡大のための大規模な投資計画に基づいて2005年2月に創設された。グループには、ルーツィク自動車工場(ВАТ "Луцький автомобільний завод")、チェルカースィ・バス(ВАТ "Черкаський автобус")、現代自動車ウクライナ("Хюндай Моторс Україна")などに代表される20社が含まれている。
また、2006年5月にいすゞ自動車や双日株式会社と提携して同社のウクライナ支所となる合弁会社いすゞウクライナ(資本金2500万フルィーヴニャ＝約5億円)を開所した。ボフダーン社は、この合弁会社の株式50 %を保有している。
ボフダーン・マイクロバスの成功により2005年にはバス生産部門におけるトップを占めた。そして、乗用車とトラック部門では第2位を占めた。
ボフダーン社の経営は、ペトロー・オレクスィーヨヴィチ・ポロシェーンコに統轄されている。ポロシェーンコはウクライナの有力な企業家で、大手テレビ局である5カナールも所有している。また、その財力を背景に政治活動にも進出している。当初はレオニード・クチマのウクライナ社会民主党に所属し1998年にヴェルホーヴナ・ラーダの議員に初当選したが、その後同党を離れた。また、ヴィクトル・ユシチェンコ大統領はポロシェーンコの娘の祖父に当たる。そのため、オレンジ革命に際しては革命派のスポンサーになったとも言われている。
なお、いすゞウクライナではボフダーン社をロシア語の音写で「バグダン社」と呼ぶという独自の表記方法を採っている。これはアーカニエ（南部大ロシア方言でアクセントのないоをアのように発音する）を反映させた音写であり、一般的なロシア語転写法では「ボグダン」または「ボグダーン」となる。

## グループ構成
- 車輌生産部門
  - ルーツィク自動車工場(LuAZ；ВАТ "Луцький автомобільний завод") - 軽乗用車・バスの製造
  - チェルカースィ・バス(ВАТ "Черкаський автобус") - バスの製造
  - ボフダーン特殊車輌技術(ТОВ "Богдан-Спецавтотехніка") - 特殊車輌への改修
- 車輌サービス・販売・メンテナンス部門
  - ウクライナ自動車ホールディング(ТОВ "Український автомобільний холдиег) - 輸入部門(富士重工業(スバル)、現代自動車(ヒュンダイ)、起亜自動車(Kia)、AVTOVAZ(ラーダ)などの自動車を取り扱う)
  - メガ自動車(メガ・モトールス；ТОВ "Мега-Моторс") - スバルの自動車を扱う
  - 現代自動車ウクライナ(ТОВ "Хюндай Моторс Україна") - ヒュンダイの自動車を扱う
  - 起亜自動車ウクライナ(ТОВ "Кіа Моторс Україна") - Kiaの自動車を扱う
  - ウクライナ・バス(ТОВ "Український автобус") - ボフダーン・マイクロバスを取り扱う
  - 貨物自動車(ТОВ "Вантажні автомобілі") - トラックを扱う
  - アクヴァ・モトールス(ТОВ "Аква-Моторс") - 水上オートバイなどヤマハのマリン製品を扱う
  - ヴィーンヌィツャ・アレコ(ВАТ "Вінниця-Алеко") - 乗用車を扱う
  - ルハーンシク・アレコ(ЗАТ "Луганськ-Алеко") - 乗用車を扱う
- その他のサービス部門
  - AHボフダーン(AGボフダーン；ТОВ "АГ Богдан") - コンサルティングとインフォメーション・サービス
  - TPボフダーン(ДП "ТП"Богдан") - 輸送・発送サービス
  - ボフダーン・リーズィング(ТОВ "Богдан-лизинг") - リース・サービス
  - PBS技術建設会社(ТОВ "ПБС Інженерно-будівельна компанія") - デザイン・調査部